# Luis R. Conriquez
Luis Roberto Conriquez (* 28. Februar 1996 in Sonora) ist ein mexikanischer Corridossänger. Er ist bekannt für seine große Zahl an Veröffentlichungen. Innerhalb von 5 Jahren veröffentlichte er mehr als ein Dutzend Alben, allein im Jahr 2023 erschienen 74 Singles von oder mit ihm. Mit der Albumserie der Corridos bélicos war er ab 2020 auch international erfolgreich und platzierte sich in den US-Charts. Er gilt als einer der Hauptvertreter dieses Untergenres.

## Biografie
Luis R. Conriquez verdiente seinen Lebensunterhalt an einer Tankstelle, als er die ersten Corridos schrieb. Er begann mit seinen Veröffentlichungen, nachdem er 2018 beim Label Kartel Music unterschrieben hatte. Bereits in seinem ersten Jahr brachte er neben seinem Debütalbum Mis inicios noch eine Sammlung von live aufgenommenen Corridos heraus. Das zweite Corridos-Album war eine von drei Veröffentlichungen im Jahr darauf. In diesem Jahr hatte er auch mit El Búho seinen ersten internationalen Hit, der auf über 50 Millionen Videoabrufe kam und auch in den Vereinigten Staaten erfolgreich war. Er gilt als typischer Vertreter der „corridos bélicos“ (wörtlich: kriegerische Corridos), einer modernen Variante des traditionellen Corridos, die sich thematisch mit Gewalt und Drogen in der Gesellschaft befasst.
El Búho wurde in Conriquez’ Studioalbum von 2020 aufgenommen, das entsprechend den Titel Corridos bélicos trägt. Es begründete seinen Status als einer der Hauptvertreter des Genres neben bspw. Peso Pluma, Junior H und Natanael Cano. Im Jahr darauf veröffentlichte er neben zwei Livealben eine Aufnahme des Albums mit Band und Corridos bélicos II. 2022 folgte Teil 3 sowie ein Album mit Corridos bélicos aufgenommen zusammen mit dem Rapper Tony Aguirre. Danach folgte ein Jahr lang kein weiteres Album, aber dafür umso mehr Singles, ein Großteil davon Aufnahmen zusammen mit anderen Musikern.
Zu Beginn des Jahres 2024 folgte Corridos bélicos vol. IV, das fast ausschließlich solche Kollaborationen enthält, unter anderem auch mit Gerardo Ortíz, Ryan Castro, Tito Double P und Fuerza Regida. Das Album wurde sein größter Erfolg und kam sogar in die offiziellen US-Albumcharts auf Platz 36. Im Mai folgte eine weitere Kollaboration mit Neton Vega beim Song Si no quieres no. In Mexiko wurde er ein Nummer-eins-Hit in den nationalen Streamingcharts und in den USA kam er auf Platz 53 der offiziellen Hot-100-Singescharts.

## Diskografie
Alben
- Mis inicios (2018)
- Corridos (Livekompilation, 2018)
- Pocos pero locos (2019)
- Aquí seguimos de pie (2019)
- Corridos vol. 2 (2019)
- Corridos 2018 (Kompilation, 2020)
- No paramos de chambear (2020)
- Corridos 2019 (Kompilation, 2020)
- Corridos bélicos (2020)
- Corridos bélicos (con banda) (2021)
- Corridos bélicos vol. 2 (2021)
- Pisteando con amigos (Livealbum, 2021)
- Desde la oficina (Livealbum, 2021)
- Corridos bélicos duetos (mit Tony Aguirre, 2022)
- Corridos bélicos vol. 3 (2022)
- Corridos bélicos vol. 4 (2024)

Lieder
- El Búho (2019, US: ×2Doppelplatin (Latin) )
- Por clave el fresa (live, 2020, US: ×2Doppelplatin (Latin) )
- El chino (live, mit la Decima Banda, 2020, US: ×5Fünffachplatin (Latin) )
- Me metí en el ruedo (live, 2020, US: Gold (Latin))
- Los mire con talento (mit Fuerza Regida und Calle 24, 2021)
- Los botones azules (mit Junior H, 2021, MX: Diamant, US: ×2Doppeldiamant + Platin (Latin) )
- JGL (mit la Adictiva, 2022, MX: ×3Dreifachplatin )
- Siempre pendientes (mit Peso Pluma, 2022, MX: ×4Vierfachplatin , US: ×5Fünffachplatin (Latin) )
- Puro campeón (mit Grupo Marca Registrada, 2022)
- El gavilán (mit Tony Aguirre und Peso Pluma, 2022, US: Platin (Latin))
- Bayo 17 (Adriel Favela feat. Luis R. Conriquez, 2022, US: Platin (Latin))
- Ahogándome en Alcohol (mit Lefty Sm, 2022, MX: ×5Fünffachgold )
- Dembow bélico (mit Tito Double P und Joel de la P, 2023, US: ×6Sechsfachplatin (Latin) )
- Sin tanto royo (mit Tito Double P, 2023)
- Así lo quiso Dios (mit Eslabon Armado, 2023)
- Su casa (mit Peso Pluma, 2023, MX: ×2Doppelplatin )
- Pixelados (mit Peso Pluma, 2024)
- Si no quieres no (mit Neton Vega, 2024)
- Que se cuide (mit Joel de la P und Chimbala, 2024)
- Martes 13 (2024, MX: Platin, US: ×5Fünffachplatin (Latin) )
- GTA (mit Jasiel Nuñez, 2024)
- Sr. Smith (mit Peso Pluma, 2024, MX: Gold)
- Volando bajito (2024, US: Gold (Latin))
- No son doritos (mit Clave Especial, 2024, US: ×6Sechsfachplatin (Latin) )
- F*%K U Baby (mit Los Dareyes De La Sierra, 2025, MX: Gold, US: Platin (Latin))
- Bandida (mit Peso Pluma, 2025, MX: Platin, US: Platin (Latin))

## Auszeichnungen für Musikverkäufe
Anmerkung: Auszeichnungen in Ländern aus den Charttabellen bzw. Chartboxen sind in ebendiesen zu finden.
| Land/RegionAuszeichnungen für Musikverkäufe (Land/Region, Auszeichnungen, Verkäufe, Quellen) | Gold     | Platin       | Diamant     | Verkäufe  | Quellen         |
| -------------------------------------------------------------------------------------------- | -------- | ------------ | ----------- | --------- | --------------- |
| Mexiko (AMPROFON)                                                                            | 3× Gold3 | 13× Platin13 | Diamant1    | 2.730.000 | amprofon.com.mx |
| Vereinigte Staaten (RIAA)                                                                    | 2× Gold2 | 39× Platin39 | 2× Diamant2 | 3.600.000 | riaa.com        |
| Insgesamt                                                                                    | 5× Gold5 | 52× Platin52 | 3× Diamant3 |           |                 |